# GL Events
A GL Events egy közepes méretű francia szórakoztatóipari vállalat, amelyet 1978-ban Polygones Services néven alapított Olivier Ginon és három barátja, Olivier Roux, Gilles Gouédard-Comte és Jacques Danger. 1998 óta jegyzik a párizsi tőzsdén.

## Tevékenységek
- Rendezvénytechnika és logisztika.
- Rendezvénytér-menedzsment.
- Vásárok, kongresszusok és rendezvények szervezése.

A GL events a Lyon Olympique fő részvényese.